# St. Vitus (Bühne)

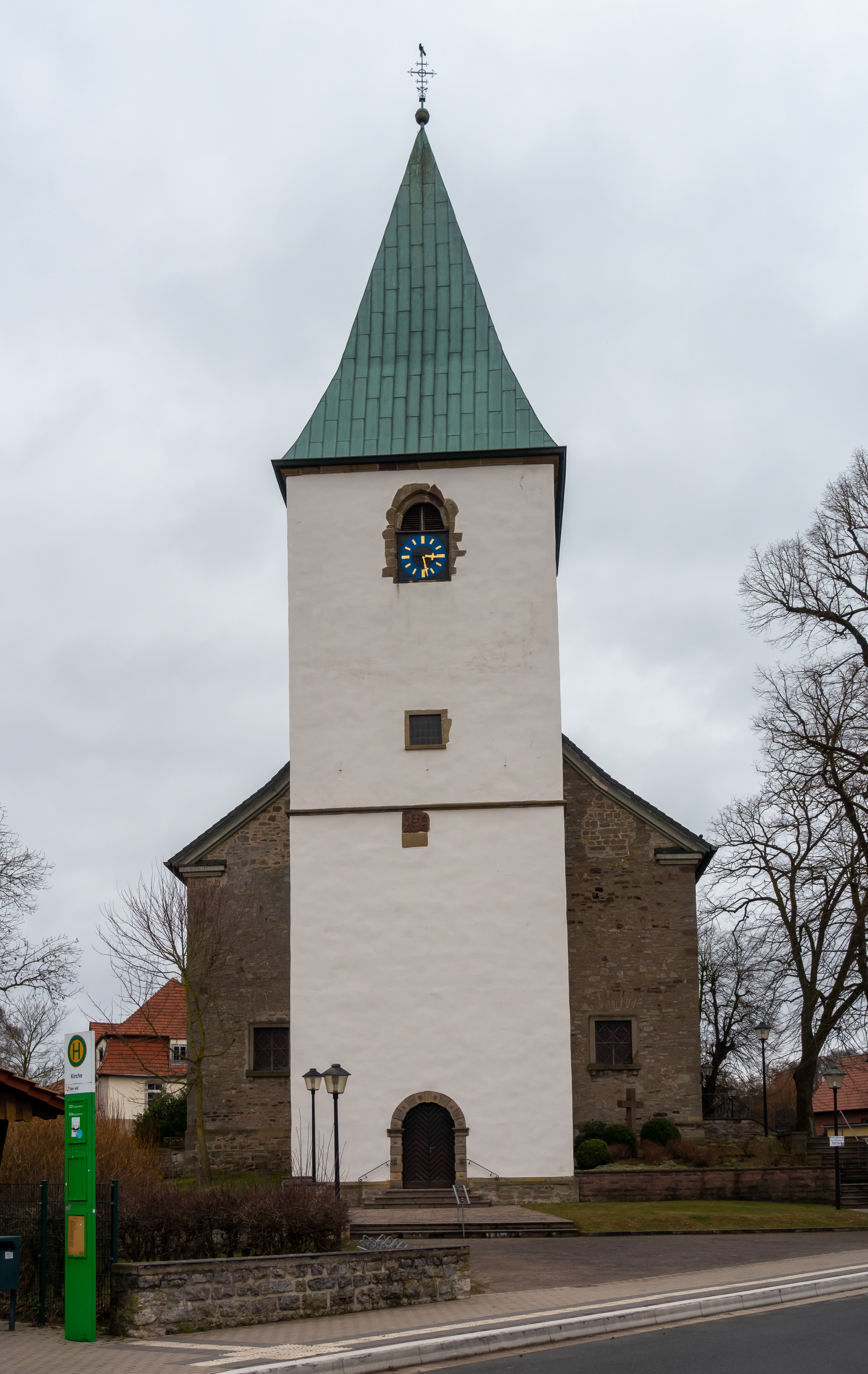
St. Vitus

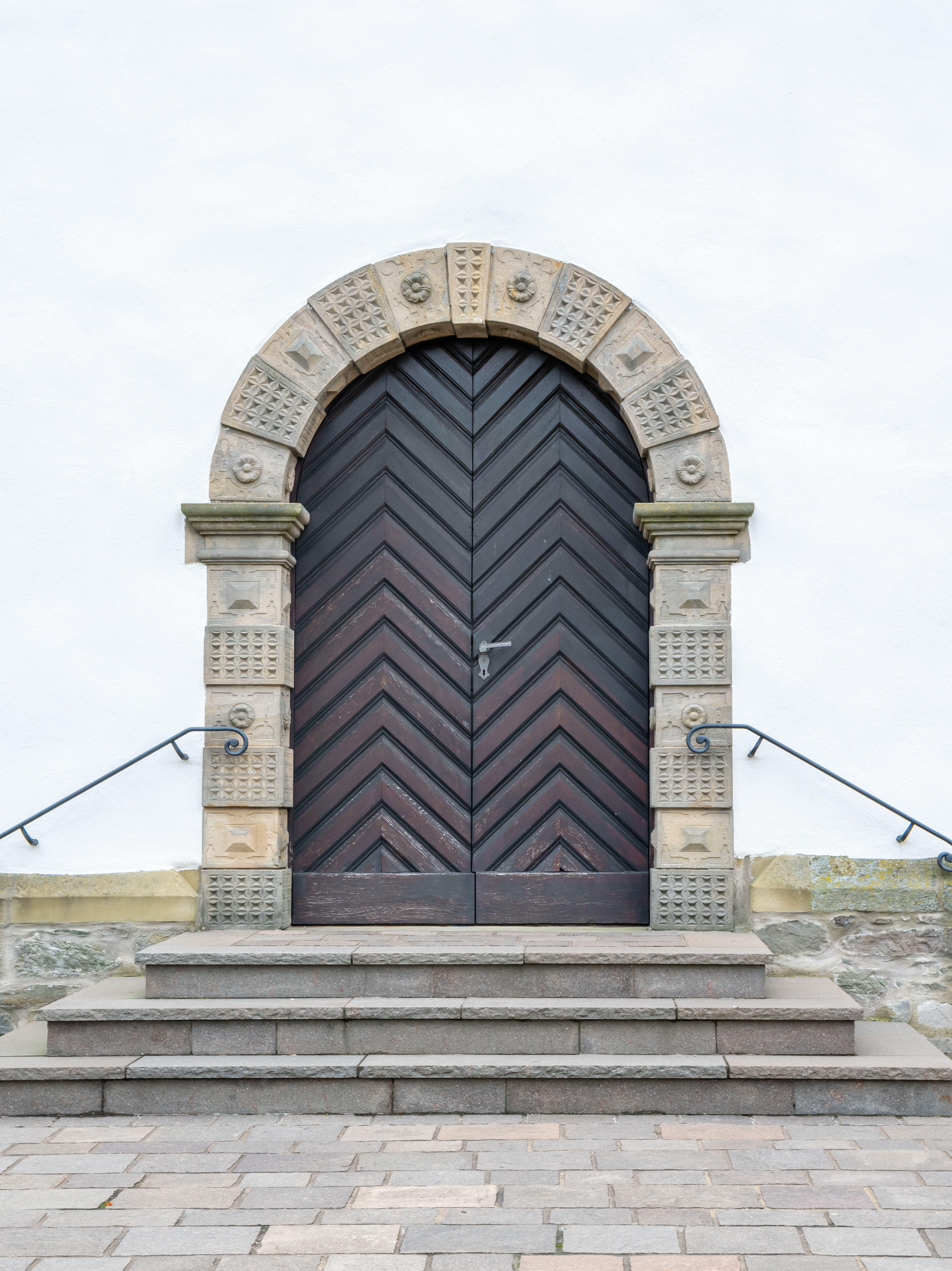
Renaissanceportal

St. Vitus ist eine römisch-katholische Pfarrkirche in Bühne, einem Ortsteil von Borgentreich im Kreis Höxter, Nordrhein-Westfalen. Zur Pfarrgemeinde St. Vitus gehört auch die Filialkirche St. Sturmius in Muddenhagen. Kirche und Gemeinde gehören zum Pastoralverbund Borgentreicher Land im Dekanat Höxter des Erzbistums Paderborn.

## Geschichte

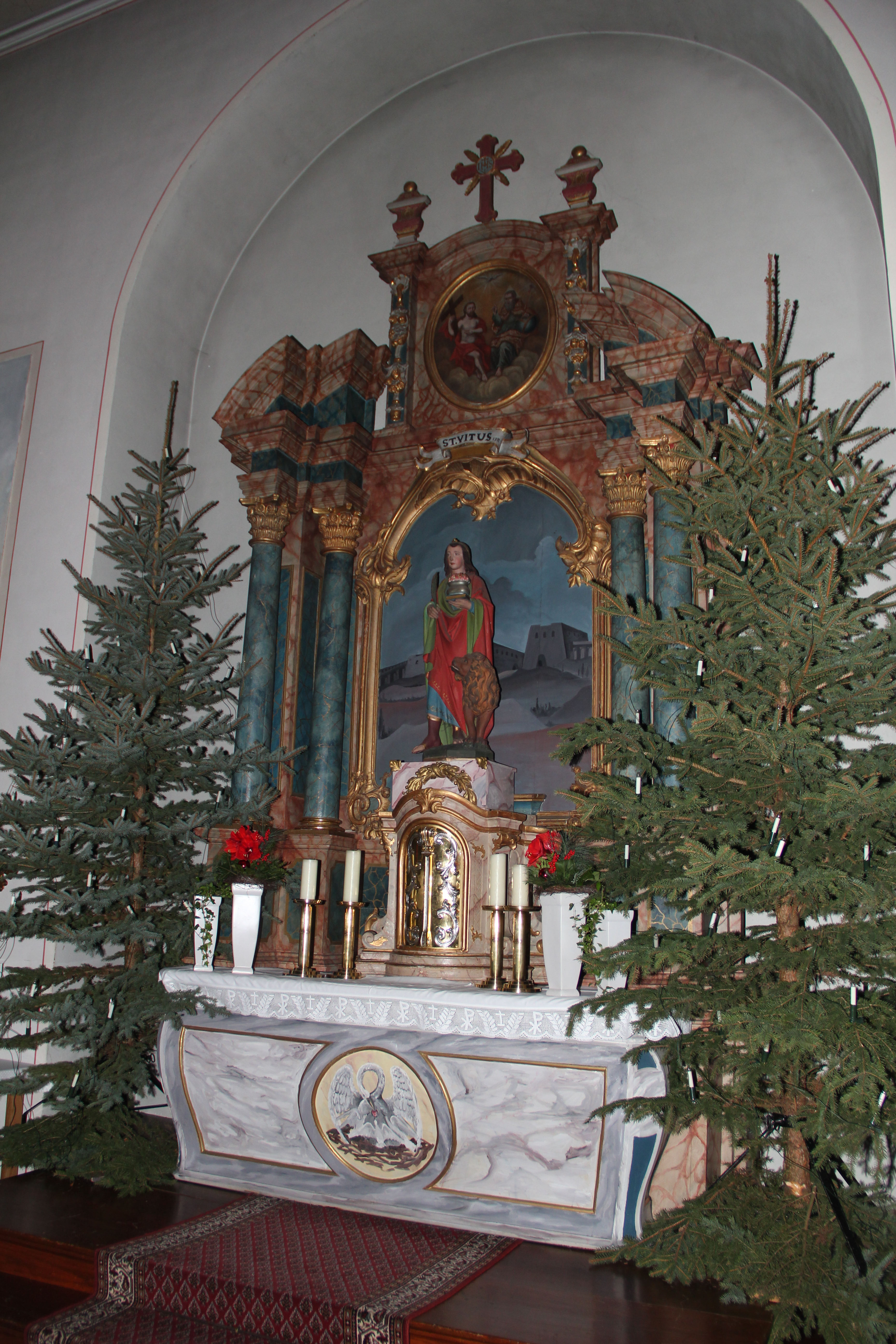
Hochaltar

Bühne gehörte ursprünglich zum Pfarrverband von Eddessen. Eine dem heiligen Vitus geweihte Kirche, die dem Archidiakonat des Domkantors des Paderborner Doms unterstand, ist erstmals 1262 belegt. Von ihr ist der Westturm des 14. Jahrhunderts erhalten, der 1618 sein neues Portal erhielt.
In einem Brief an die Baubehörde in Warburg vom 2. Februar 1822 zeigte der Bühner Pfarrer Friedrich Hilken an, dass die Bühner Pfarrkirche einsturzgefährdet sei. In einer Sitzung der Gemeinderäte am 21. November 1823 verpflichtete man die Spiegelschen Familien als den Inhabern des Kirchenpatronats, sich an den Baukosten zu beteiligen. Die Baukosten für eine neue Kirche wurden auf 7261 Rth. 21 Sgr. 2 Pf. geschätzt. Bereits am 30. April 1824 begann man mit dem Abbruch des baufälligen Kirchenschiffs, der Kirchturm sollte erhalten bleiben.
Bereits am 23. Juni 1824 konnte der Altarstein gesetzt werden, am 1. Oktober des Jahres waren die Maurerarbeiten abgeschlossen und am 10. November war das Dach aufgesetzt. Im Sommer 1825 wurde der Bau verputzt und die Wände gestrichen, so dass der Bau im November fertiggestellt wurde. Am 5. Juli 1826 begann Johann-Markus Oestreich aus Corvey mit dem Aufbau der neuen Orgel. Weihbischof Richard Dammers nahm am 17. Juli 1826 die Kirchweihe vor. Am selben Tag spendete er die Firmung in der neuen Kirche.

## Baubeschreibung
Vom mittelalterlichen Kirchenbau ist der mit einem Pyramidendach abgeschlossene Westturm erhalten, der ein mit Kerbschnittquadern versehenes Eingangsportal aus der Zeit der Weserrenaissance besitzt. Das klassizistische einschiffige Langhaus der Saalkirche misst 33,8 m Länge, 15,6 m Breite und 9 m Höhe. Umlaufend sind zehn Rundbogenfenster eingelassen, die hölzerne Decke ist flach.